# 브레인트리구

브레인트리구의 위치

브레인트리구(영어: Braintree District)는 잉글랜드 에식스주에 위치한 비도시 자치구로 중심 도시는 브레인트리이며 인구는 149,985명(2014년 기준), 면적은 611.71km2이다.